# Afrikaspiele 2019/Leichtathletik – 3000 m Hindernis der Frauen
Der 3000-Meter-Hindernislauf der Frauen bei den Afrikaspielen 2019 fand am 28. August im Stade Moulay Abdallah in Rabat statt.
Sechs Hindernisläuferinnen aus vier Ländern nahmen an dem Wettbewerb teil. Die Goldmedaille gewann Mekides Abebe mit 9:35,18 m, Silber ging an Mercy Wanjiru mit 9:37,53 min und die Bronzemedaille gewann Weynshet Ansa mit 9:38,56 min.

## Rekorde
| Weltrekord        | Beatrice Chepkoech | 8:44,32 min | Herculis (IAAF Diamond League), Monaco | 20. Juli 2018 |
| Rekord der Spiele | Ruth Bosibori      | 9:32,99 min | Afrikaspiele in Algier, Algerien       | 20. Juli 2007 |

## Ergebnis
28. August 2019, 18:09 Uhr
| Platz | Athletin        | Land      | Zeit (min) |
| ----- | --------------- | --------- | ---------- |
|       | Mekides Abebe   | Äthiopien | 9:35,18    |
|       | Mercy Wanjiru   | Kenia     | 9:37,53    |
|       | Weynshet Ansa   | Äthiopien | 9:38,56    |
| 4     | Birtukan Adamu  | Äthiopien | 9:44,86    |
| 5     | Ikram Ouaaziz   | Marokko   | 10:03,64   |
| 6     | Marwa Bouzayani | Tunesien  | 10:07,33   |